# Tamura Masataka
Masataka Tamura (sinh ngày 12 tháng 1 năm 1988) là một cầu thủ bóng đá người Nhật Bản.

## Sự nghiệp câu lạc bộ
Masataka Tamura đã từng chơi cho Kyoto Sanga FC, Tochigi SC, Tochigi Uva FC và SC Sagamihara.